# Dihammaphora marginicollis
Dihammaphora marginicollis là một loài bọ cánh cứng trong họ Cerambycidae.